# Rohrburg
Die Rohrburg war ein Wasserschloss bei Durmersheim in der ehemaligen Markgrafschaft Baden am Federbach. Als „Rohrburg“ explizit erstmals im Jahr 1481 erwähnt, wahrscheinlich aber identisch mit der bereits 1388 genannten „Burg“ Durmersheim. Gehörte den Markgrafen von Baden, die sie als Lehen an verschiedenen Adelsfamilien weitergaben. Im 16. Jahrhundert auch Sitz einer kleinen überregionalen Verwaltungseinheit, eines „Amtes“, dem freilich nur die beiden Gemeinden Durmersheim und Au am Rhein angehörten. Nach 1700 unbewohnt und zunehmend verfallen, um 1770 endgültig abgebrochen.

## Beschreibung
Das Schloss wurde wohl mehrfach um- bzw. neu gebaut. Neben dem feuchten Baugrund am Federbach – wodurch das lange Zeit nur aus Holz gebaute Gebäude natürlich litt – sind auch kriegerische Einwirkungen als Grund zu nennen. Von größeren Um- bzw. Neubauten wissen wir aus der Zeit um 1555 und 1657. Erst damals (1657) wurde das Hauptgebäude des Schlosses aus Stein errichtet.
Der Lehensmann Hans Dietrich Bademer beschrieb sein Schloss 1662 folgendermaßen:
„Das hauß Rohrburg mit einem umgebenen Wassergraben, ligt bey und unterhalb dem Dorff Durmersheimb, welches aber bei dem Kriegswesen ganz abgegangen, niedergefallen und einer Einöde gleich gesehen. Ich aber habe uff den Stockh wieder eine neue Behaußung setzen, selbige unter Dach bringen, und bin noch im Werkh begriffen, den innwendigen Bau nach und nach außmachen zu lassen. Für das andere befindet sich im Vorhoff ein Meyerhäußlein, Scheuer und Stallung, welche ganz baufällig gewesen. Die habe ich wieder reparieren lassen, dass man selbige bewohnen kann“.
1763 wurde das damals bereits im Verfall begriffene Schloss so beschrieben:
„Ein auf drey Stockwerke von Steinen erbautes modelmäsiges Schlösslein so ehemals bewohnet worden, dermalen aber in abgang ist dannoch mit einem noch brauchbaren schönen Speicher und unterhalb mit Stallungen versehen. Item ein dazu geheriges einstocketes Hauß vornen an Holtz und von der hinteren Seite mit Steinen gebauet beede gebäude neben einander samt dazugehörigen Hofraithe“.
Die Rohrburg befand sich am Zufluss des Schmidtbachs in den Federbach neben der noch heute bestehenden Mühle.

## Inhaber des Schlosses
Lehensträger:
- 1481 Ott von Seckendorff
- 1492 Hans von Bachenstein
- 1510 Otto von Seckendorff (identisch mit dem von 1481?), danach sein Sohn Joachim von Seckendorff
- 1514 Thomas Günther (Bürger der Stadt Speyer)
- 1516 Friedrich von Hirschberg
- 1523 Veit von Schereck
- 1525 Wilhelm Hesse
- 1530 Georg Haller von Hallerstein
- 1531 Philipp Breter von Hohenstein
- 1547 Michael von Rosenberg
- 1549 Cornelius von Lier
- 1553 Wolf Haller von Hallerstein († 4. November 1571 auf der Rohrburg), danach als Erbin seine Witwe Helena Hallerin von Hallerstein
- 1574 Rückkauf des Schlosses durch Markgraf Philipp II. von Baden um den Preis von 7000 Gulden

Als Dienstsitz (nicht mehr als Lehen) badischer Beamter:
- 1577 Forstmeister Thomas Gündt
- 1587 Forstmeister Reinhard Günth (wohl ein Verwandter des vorigen)
- 1604 Forstmeister Hans Albrecht Horneck von Hornberg (1565–1628)
- 1619 Forstmeister Heinrich Truchseß von Höfingen
- 1631 Forstmeister Hans Joachim Megenzer von Velldorf

Wieder als Lehen:
- 1657 Hans Dietrich Bademer, Amtmann der beiden badischen Ämter Steinbach und Bühl
- 1687 Georg Heinrich Bademer († 1709), der sich nach seinem Lehen auch „Bademer von Rohrburg“ nannte, danach als Erbin die Witwe Maria Magdalena Bademer geb. Schleicher

Verwalter des Schlosses:
- Johann Georg Wirth († 15. August 1746)
- Conrad Jörger